# Alicia Guadalupe Gamboa Martínez
Alicia Guadalupe Gamboa Martínez (Victoria de Durango, Durango; 4 de septiembre de 1984). Es una política duranguense que representó (2015-2018) al estado de Durango en la Cámara de Diputados por la LXIII Legislatura del Congreso de la Unión de México por el Distrito 04 por parte del Partido Revolucionario Institucional (PRI). 
Sus funciones dentro del instituto político es como Secretaria General del Comité Directivo Estatal del PRI en Durango, Consejera Nacional, Estatal y Municipal del Partido Revolucionario Institucional (PRI). 
Fungió como titular del Departamento Administrativo de la Presidencia Municipal de Durango, Subcoordinadora de Relaciones Públicas en Casa de Gobierno del estado de Durango, dirigente municipal en Durango del Organismo de Mujeres Priistas (ONMPRI), regidora del Ayuntamiento de Durango y diputada local por el VI Distrito en la LXVI Legislatura del Congreso de Durango. De igual forma fue dirigente del ONMPRI Estatal
Fue elegida el 7 de junio de 2015 como diputada federal por la LXIII Legislatura con 45,157 votos, comenzó sus funciones como legisladora por el estado de Durango el 1 de septiembre de 2015 y finalizó su periodo en el 2018.

## Datos biográficos
Nació en la ciudad de Durango, hija de Lourdes Guadalupe Martínez Castillo y de Hugo Gamboa Simental. Su educación básica la cursó en su natal ciudad, en la Escuela Primaria "Miguel Alemán", en la Escuela Secundaria "Lic. Benito Juárez", en la Escuela Preparatoria Diurna de la Universidad Juárez del Estado de Durango (UJED) y en la Escuela Preparatoria "Nellie Mc Cauguhan". Estudió Ciencias políticas y administración públicas en la Universidad Internacional Mesoamericana, en la ciudad de Durango, y ha ampliado sus conocimientos en materias como paridad de género, políticas públicas y marketing político acon distintos diplomados y seminarios.[cita requerida]
Inició en la política duranguense participando en sociedades de alumnos, en la organización de certámenes de belleza y en la coordinación de brigadistas en diferentes procesos electorales. Durante el 2002, coordinó a nivel municipal el concurso de belleza “Señorita PRI”, y durante ese mismo año fungió como Coordinadora de Acción Femenil.[cita requerida]
Dentro del Partido Revolucionario Institucional (PRI), ha desempeñado cargos como la Coordinación de Mujeres y la Coordinación de la Brigada Personal en la campaña de Jorge Herrera Caldera como presidente municipal de Durango, en el 2007; la Coordinación de Mujeres del área de manualidades y de brigada personal, en la campaña de Jorge Herrera Caldera, como candidato a diputado federal, en el 2009, para la LXI Legislatura en la Cámara de Diputados.
En la administración pública, colaboró en la Secretaría de Finanzas del Gobierno del Estado de Durango, y se desarrolló en el área de relaciones públicas en la Casa de Gobierno durante el 2005. En el 2009, comenzó a dirigir en el municipio de Durango el Organismo de Mujeres Priistas (ONMPRI), en donde desarrolló e implementó un programa que beneficiaría a las madres solteras de la entidad, lo cual le permitió la creación de una nueva estructura que ayudaría especialmente a las mujeres y a avanzar en la paridad de género en la capital del estado.

## Cargos públicos

### Regidora
Durante la administración municipal del entonces alcalde Adán Soria Ramírez (2010-2013), fue elegida regidora del H. Ayuntamiento de Durango, en donde presidió la Comisión de Equidad y Género, desde donde impulsó reglamentos a favor de las mujeres en Durango. En ese mismo lapso, fungió como Coordinadora Nacional de Regidoras Priístas por parte del ONMPRI Nacional.

### Presidente Estatal del ONMPRI
En el 2011, desempeñó la función de Presidente Estatal del ONMPRI, desde donde, en colaboración con diferentes instancias gubernamentales, gestionó lo necesario para la construcción de la Clínica de la Mujer, en donde se ofrecen servicios médicos generales y especializados, así como asesoría legal, activación física, emprendimiento y gestión social.

### Diputada local
En el 2013, obtuvo el triunfo como diputada local por el sexto distrito, y presidió la Comisión de Equidad y Género, en donde propuso la Ley de la Mujer para una Vida sin Violencia y promovió el Padrón de Deudores Alimenticios. En el 2014, fue nombrada coordinadora nacional de diputadas priístas y fue diputada federal Suplente en la LXII Legislatura.[cita requerida]

### Diputada federal
Fue postulada por el PRI como candidata al Distrito 04 con cabecera en Durango capital, y fue la primera vez en que una mujer es nominada a este distrito, a la vez una de las dos candidatas embarazadas a nivel nacional que participó.[cita requerida]
El 11 de junio del 2015, se le entregó su constancia de mayoría, que la acreditó como diputada federal electa, con un total de 45,157 votos, más del 15 por ciento de votos que su contrincante más cercano, cifra que no se ha repetido en la historia de este distrito.
El 22 de septiembre del 2015, presentó una iniciativa que modifica la Ley General de los Derechos de Niñas, Niños y Adolescentes para que la enseñanza de una segunda lengua sea obligatoria.
Actualmente ocupa el cargo de Diputada Secretaria de las Comisiones Ordinarias de Derechos de la Niñez y Radio y Televisión e Integrante de la Comisión de Desarrollo Social.

## Premios y reconocimientos
- Coordinadora Nacional de Regidoras Priístas por parte del ONMPRI Nacional (2010)
- Coordinadora Nacional de Conferencia Nacional de Legisladores Locales Priístas (CONALPRI) (2013)